# Sigean
Sigean – miejscowość i gmina we Francji, w regionie Oksytania, w departamencie Aude. Gmina znajduje się na terenie Parku Regionalnego Narbonnaise en Méditerranée, a w samej miejscowości znajduje się jego siedziba. 
Według danych na rok 1990 gminę zamieszkiwały 3373 osoby, a gęstość zaludnienia wynosiła 95 osób/km² (wśród 1545 gmin Langwedocji-Roussillon Sigean plasuje się na 108. miejscu pod względem liczby ludności, natomiast pod względem powierzchni na miejscu 131.).

## Zabytki
Zabytki w miejscowości posiadające status monument historique:
- Pech Maho